# Deidamia de Epiro
Deidamia o Deidameia (griego:Δηϊδάμεια) o Laodamia (griego:Λαοδάμεια) (muerta c. 230 a. C.) fue una princesa en griego: Δηϊδάμεια, hija de Pirro II, rey de Epiro. Después de la muerte de su padre y de su tío Ptolomeo, fue la última representante superviviente de la real dinastóa Eácida. Tenía una hermana, Nereis, quien se casó con Gelón de Siracusa. Durante una rebelión en Epiro, su hermana le envió sus 800 mercenarios galos. Parte de los molosos la apoyaron, y con la ayuda de los mercenarios, tomaron por breve tiempo Ambracia. Los epirotas, sin embargo, determinados a asegurar su libertad, y a eliminar a toda la familia real, resolvieron darle muerte. Ella huyó a refugiarse al templo de Artemis, pero fue asesinada en el mismo santuario por Milo, un hombre ya responsable de matricidio, quien poco después de este delito, se suicidó. La fecha de este acontecimiento no puede ser fijada con exactitud, pero ocurrió durante el reinado de Demetrio II en Macedonia (239–229 a. C.), y probablemente en sus inicios.